# 滕里野合倶録毘伽可汗
滕里野合倶録毘伽可汗（とうりやこうくりょくびがかがん、拼音：Ténglǐyĕhéjùlùpígā Kĕhàn、? - 808年）は、回鶻可汗国の第8代？可汗。氏名は不明。原音はテングリデ・アルプ・キュリュグ・ビルゲ・カガン（Täŋridä alp külüg bilgä qaγan）であり、意味は「天より勇猛にして誉れ高き賢明なるカガン」となる。

## 生涯
永貞元年（805年）、懐信可汗が死ぬと、唐は鴻臚少卿の孫杲に臨弔させ、後継ぎを冊立して滕里野合倶録毘伽可汗とした。
元和元年（806年）、回鶻は再び朝献し始め、摩尼（マニ）を唐に至らせた。
元和3年（808年）、滕里野合倶録毘伽可汗は咸安公主の喪を唐に報告させた。咸安公主は四可汗に嫁ぎ、回鶻にいること21年間に及んだ。間もなくして滕里野合倶録毘伽可汗も死んだので、憲宗は宗正少卿の李孝誠に冊立させて愛登里羅汨没蜜施合毘伽保義可汗とした。

## 滕里野合倶録毘伽可汗は存在したか?
今日、多くの資料を見れば、回鶻の第7代可汗は懐信可汗で、第8代可汗は保義可汗となっている。しかし、中国の史書である『新唐書』には「滕里野合倶録毘伽可汗」の名があり、それは懐信可汗と保義可汗の間に位置する。つまり、第8代は保義可汗ではなく滕里野合倶録毘伽可汗ということになるが、これについて否定的な研究者が多い。なぜなら、史書において懐信可汗死後の継承と、滕里野合倶録毘伽可汗の存在が曖昧になっているためである。以下は両唐書（『旧唐書』と『新唐書』）の抜粋。
まず、『旧唐書』本紀第十四（順宗・憲宗上）に「元和三年五月丙午、正衙冊九姓迴紇可汗為愛登里羅汨没蜜施合毘伽保義可汗」とあり、唐による保義可汗の冊立が元和三年（808年）であることがわかる。一方『旧唐書』列伝第一百四十五（迴紇）では、「貞元十一年六月庚寅、冊拝迴紇滕里羅羽録没蜜施合胡禄毘伽懐信可汗。元和四年、藹徳曷里禄没弭施合蜜毘伽可汗遣使改為迴鶻、義取迴旋軽捷如鶻也」とあり、懐信可汗の冊立が貞元十一年（795年）であるが、懐信可汗の没年を記さず、いきなり元和四年（809年）に飛ぶ。元和四年（809年）はすでに保義可汗が即位している年なので、ここにでてくる「藹徳曷里禄没弭施合蜜毘伽可汗」という見知らぬ可汗名も保義可汗だということがわかる。保義可汗は長慶元年（821年）に死去した。
ここまでの状況だと
7.懐信可汗（在位：795年 - ???年）
8.保義可汗（在位：808年 - 821年）
となる。
次に、『新唐書』列伝第一百四十二上（回鶻上）に「永貞元年（805年）、（懐信）可汗死、詔鴻臚少卿孫杲臨弔、冊所嗣為滕里野合倶録毘伽可汗。元和三年（808年）、来告咸安公主喪。主歴四可汗、居回鶻凡二十一歳。無幾、可汗亦死、憲宗使宗正少卿李孝誠冊拝愛登里羅汨没蜜施合毘伽保義可汗」とあり、永貞元年（805年）に懐信可汗が死去し、滕里野合倶録毘伽可汗が立つが、彼も元和三年（808年）に死去したことが記されている。保義可汗が元和三年（808年）に即位することは両唐書とも共通している。
ここで
7.懐信可汗（在位：795年 - 805年）
8.滕里野合倶録毘伽可汗（在位：805年 - 808年）
9.保義可汗（在位：808年 - 821年）
となり、滕里野合倶録毘伽可汗が第8代で、保義可汗は第9代となる。
これについて、田坂興道や小野川秀美は懐信可汗→滕里野合倶録毘伽可汗→保義可汗としたが、山田信夫は第7代懐信可汗と第8代保義可汗の間に可汗は存在せず、懐信可汗は元和3年（808年）まで生きており、滕里野合倶録毘伽可汗というのは懐信可汗と同一人物であるとした。

## 参考資料
- 『旧唐書』（本紀第十三 徳宗下、本紀第十四 順宗憲宗上、列伝第一百四十五 迴紇）
- 『新唐書』（列伝第一百四十二上 回鶻上）
- 三上次男・護雅夫・佐久間重男『人類文化史4 中国文明と内陸アジア』（講談社、1974年）
- 山田信夫『北アジア遊牧民族史研究』（東京大学出版会、1989年、ISBN 4130260480）
- 護雅夫・岡田英弘『民族の世界史4 中央ユーラシアの世界』（1996年、山川出版社、ISBN 4634440407）
- 小松久男『世界各国史4 中央ユーラシア史』（山川出版社、2005年、ISBN 463441340X）
- 森安孝夫『興亡の世界史05 シルクロードと唐帝国』（講談社、2007年、ISBN 9784062807050）